# Front islamique du salut
Pour les articles homonymes, voir Front islamique et FIS.
 (mars 2023).
 (mars 2023).
Si vous disposez d'ouvrages ou d'articles de référence ou si vous connaissez des sites web de qualité traitant du thème abordé ici, merci de compléter l'article en donnant les références utiles à sa vérifiabilité et en les liant à la section « Notes et références ».
Le Front islamique du salut (FIS) (الجبهة الإسلامية للإنقاذ, al-Jabhah al-Islāmiyah lil-Inqādh) est une formation politique algérienne militant pour la création d'un État islamique.
Fondée le 18 février 1989, elle est dissoute le 4 mars 1992 par le tribunal administratif d'Alger.

## Création du parti
D'abord cantonné à certains milieux universitaires, le mouvement islamiste élabore une stratégie de conquête du pouvoir par les urnes, entendant exploiter l'ouverture de la vie politique et la fin du monopartisme, grâce à la révolte populaire d'octobre 1988. Son but est l'instauration d'un État islamique, se basant sur une interprétation littérale de la charia, dont les lignes directrices restent à définir. Toutefois, ce concept constitue le point de ralliement des sympathisants. Le FIS se présente comme un parti qui assainira la vie publique, mettra fin à la corruption endémique ainsi qu'à la gabegie de l'administration, et permettra à l'Algérie à terme de réaliser les ambitions de ceux qui ont mené la guerre de libération, le tout en consonance avec les idéaux de l'Islam. Leur engagement social prend la forme d'actions de bienfaisance et de lutte contre la pauvreté dont l'État était, selon eux, incapable de mener à bien, et à travers desquels ils ont su gagner la sympathie de larges franges de la population. Il est fondé le 18 février 1989 dans la mosquée al-Sunna de Bab el Oued à Alger par Abbassi Madani, Hachemi Sahnouni, Ali Belhadj, Said Guechi, Abdelbaki Sahraoui, et Kamel Guemazi.
Trois semaines plus tard, dans une autre mosquée de la ville de Kouba, un programme est solennellement présenté aux fidèles. Ces personnalités demandent au président de prendre en compte le Coran « comme source de la Constitution ». Finalement, le programme du parti est élaboré par des sympathisants, chacun contribuant à apporter des propositions dans les questions de société sur lequel il est le plus compétent. Par exemple, un agriculteur, militant du futur parti politique contribue à forger le programme du parti concernant les questions agricoles, tandis que d'autres citoyens algériens se chargent de réfléchir sur l'éducation, la santé, l'industrie… Le fil directeur du texte est la conformité à la charia. Hachemi Sahnouni, un des membres fondateurs du parti déclare lors d'un entretien : « il fallait agir vite de peur que les autres nous devancent » dans la création du parti. Le mouvement est agréé le 6 septembre de la même année par le ministère de l'Intérieur,.
La création du FIS est rendue possible par la promulgation de la nouvelle constitution algérienne de 1989, le 23 février, qui autorise désormais la création d'associations à caractère politique (ACP) en vertu de l'article 40 du nouveau texte constitutionnel.
Au sein de ce parti islamique nouvellement créé, les mouvances existantes sont multiples, bien que la branche salafiste soit très importante en nombre de membres. De plus, les querelles ne sont pas inexistantes, entre les militants qui sont pour la création d'un parti et ceux qui sont contre. En effet nombre de membres notamment du courant salafiste voit la politique comme le ferment de division des fidèles, dont ils tiennent notamment les partis politiques pour responsables. En ce sens, l'influence de la réflexion d'Hassan el-Banna, fondateur égyptien des Frères musulmans n'est pas négligeable. Pourtant, les pro-fréristes de ce mouvement ne s'associeront finalement pas à la fondation du FIS mais au Mouvement de la société islamique (ou Hamas) qui deviendra en 1999 le Mouvement de la Société pour la Paix (MSP), se conformant ainsi à une loi interne sur les partis politiques, interdisant toute référence à l'islam dans les programmes et leurs dénominations.

## Structuration du FIS
Le parti se dote d'un sigle, un programme, des dirigeants et dépose officiellement ses statuts. Ainsi, ce nouvel organe politique se crée comme un parti traditionnel. Il est structuré par l'existence de conseils de direction et de prise de décisions implantés aux différents échelons territoriaux algériens.
Comme figurent dans les statuts officiels du parti, ses principaux objectifs sont la « concrétisation de la solution islamique » et la garantie de « l'unité du pays et de la nation par l'islam » (article 11 des statuts). De plus, « les membres du FIS doivent être musulmans et mener une action islamique à l'intérieur et à l'extérieur du Front » (article 16). Enfin, le parti « tire sa méthode du livre sacré, de la Sunna, de la conduite des sages califes et de l'effort d'interprétation des sages musulmans » (article 3).

## Victoire électorale et participation politique

### Victoires du FIS aux élections
Lors des élections locales du 12 juin 1990, premières élections libres en Algérie depuis son indépendance ; le FIS remporte alors 953 communes sur 1539 et 32 wilayas (provinces) sur 48. Il obtient dès lors 54 % des suffrages exprimés.
Le 26 décembre 1991 a eu lieu le premier tour des élections législatives. Avec 47,27 % des suffrages exprimés, le FIS obtient 188 sièges sur 231, soit près de 82 %, le FFS 25 sièges et le FLN 15 sièges, les candidats indépendants remportent 3 sièges. Cette victoire a été encouragée par la loi électorale. En effet, le scrutin uninominal à deux tours fit qu’une presque majorité de voix aboutit à une très grande majorité de sièges. Au scrutin proportionnel, l’Assemblée aurait été gérable. Sur 6,8 millions de suffrages exprimés environ, 3,2 l'ont été en faveur du FIS. Et, à la proportionnelle, un rapport de trois sur sept n’aurait pas pu donner la majorité écrasante dont a bénéficié le parti intégriste. Ce mode de scrutin lui a permis d’obtenir lors du premier tour, 184 ou 186 sièges sur 420, avec 47 % des suffrages. Prenant acte de la situation qui prévalait, et qui risquait de tourner à son désavantage, l'armée décide le 11 janvier 1992 de pousser le chef de l'État, le président Chadli Bendjedid à la démission et d'interrompre le processus électoral. Les assemblées communales et départementales dirigées par les élus du FIS sont par ailleurs dissoutes et les militants et sympathisants de la formation qui vient de remporter le premier tour du scrutin législatif sont emprisonnés ou expédiés dans des camps dit de "regroupement" dans le Sud en plein désert saharien dans des conditions difficilement tolérables voire inhumaines et nombre d'entre eux y laissèrent leur santé mentale si ce n'est leur vie.
Le FIS ayant été dissous et son leadership décapité (en exil ou en prison), des éléments de l'ex-FIS s'engagèrent alors dans des activités armés contre l'État algérien, à travers leur branche armée, l'AIS (Armée islamique du salut) qui sera active notamment en zone rurale. D'autres groupes armés font leur apparition, dont le GIA (Groupe Islamique Armé), qui exercent leur lutte contre les forces de sécurité et même les simples fonctionnaires de l'État dans une campagne terroriste sans merci. Les services secrets algériens seront accusés à plusieurs reprises d'excès dans leur guerre anti-islamisme, notamment en assassinant toute personne suspectée de sympathie à l'égard du FIS et/ou du GIA. Ainsi, des milliers de personnes ont été portées disparues jusqu'à ce jour à la suite d'arrestations par des agents de sécurité, agissant quelquefois sans identification officielle. Nombre d'intellectuels et de journalistes furent aussi assassinés dans les deux camps dans une campagne d'horreur où les meurtriers agissaient souvent cachés. En 1997, le principal fondateur et dirigeant du FIS Abbassi Madani, fut relâché, et mis en résidence surveillée, à la suite de négociations entamées avec le président Liamine Zeroual. Officiellement, il devait appeler les groupes terroristes en activité à déposer les armes. Quelques mois après sa sortie de prison, une lettre compromettante fut découverte, dans laquelle Abbassi Madani appelait le GIA et l'AIS à poursuivre leur djihad (lutte) jusqu'à l'instauration d'un État islamiste. C'est sur la base de cette preuve qu'il fut de nouveau emprisonné. En juillet 2003, Abbassi Madani et Ali Belhadj sont libérés sous la présidence d'Abdelaziz Bouteflika. Abbassi Madani est mort au Qatar en 2019.

Pour se démarquer des massacres commis par le GIA, l'AIS de son côté déclare une trêve unilatérale en 1997. Après de longues tractations avec le gouvernement, ils arrêteront définitivement leurs actions armées. Son émir national, Madani Mezrag, proclame en janvier 2000 la dissolution du groupe et le retour de tous ses membres à la vie civile, sous couvert d'une amnistie gouvernementale.

### Idéologie
Parti non-démocratique, le FIS est un regroupement de courants islamistes ayant pour but d'instaurer une république islamique en Algérie. Les divergences entre les différentes tendances sont parfois profondes, cependant les salafistes, regroupés autour d'Ali Belhadj, forment le courant le plus important du parti.
Contrairement à ce dernier, qui considère la démocratie comme « impie », Abbassi Madani prône alors un conservatisme religieux relativement modéré avec un attachement tiède à la démocratie, et place la charia au-dessus de cette dernière.
D'après le sociologue Améziane Manceur, le parti « a prospéré sur les thèmes du Parti de l'avant-garde socialiste (PAGS) — la défense des déshérités, des plus pauvres, des sans-voix —, mais en les détournant, en les dévoyant, dans un but inverse à celui du PAGS, qui cherchait à organiser, mobiliser, conscientiser ». Ce point de vue est cependant loin de faire l'unanimité, ces thèmes étant récurrents chez tous les mouvements populistes.

### Financement du FIS
Plusieurs études ont souligné le rôle du financement extérieur du FIS, mais aussi d'autres groupes religieux. Un fort soutien financier est fourni par l'Arabie saoudite en 1980 afin de contrer la révolution iranienne et en limiter ses conséquences : Les informations exactes au sujet du soutien financier saoudien aux islamistes en Algérie ne sont peut-être connues que par la police secrète du régime[évasif]. En fait, aucune preuve n'existe d'un financement extérieur et toute déclaration de ce type n'est que supputations basées sur des affinités supposées. D'ailleurs le gouvernement saoudien, de par sa nature, n'a jamais interagi avec des groupes armés non gouvernementaux, de même que l'Iran chiite ne se mêle des affaires du monde sunnite sauf sur le volet idéologique et pour des actions de propagande théocratique chiite. La meilleure preuve étant que le FIS ayant su capter la sympathie de millions de personnes dévouées à la cause dont un nombre considérable de commerçants et hommes d'affaires, elle n'avait nul besoin de financement extérieur.
L'Iran aussi, dit-on, finança le FIS car, après 1979, ce pays encourage une révolution islamique mondiale. À l'époque, il n'y avait pas vraiment de conflit entre les musulmans chiites et sunnites. Les différences et contentieux vont vraiment apparaître après 1992. Dès 1991, une rivalité s'installe entre l'Iran et l'Arabie saoudite sur la question de la suprématie dans le Golfe, notamment les contentieux entre les houthis chiites et les sunnites au Yémen, le conflit interreligieux au Pakistan, etc.
Cependant, l'Arabie saoudite ne soutient pas les Frères musulmans. Il faudrait plutôt parler de source de financement de la part de riches individus et sociétés commerciales car ces pays ne participent jamais directement au financement. Et même ce financement extérieur supposé n'a jamais été démontré directement et est plutôt suspect sans preuve directe, car la plupart des mouvements islamiques sont bien implantés et leurs nombreux membres sont une source quasiment inexhaustible de contributions financières.

### Liste des candidats de 1991
La liste nominative des députés de la wilaya d'Alger lors des élections législatives du 26 décembre 1991.
1. Omar Bourahmani[15] ;
2. Abdelhamid Charif[16] ;
3. Ali Zouita ;
4. Salah Bouzina ;
5. Chaouch Habbaci ;
6. Tahar Ameur ;
7. Mohamed Boudria ;
8. Rachid Barkat ;
9. Azzedine Rezig ;
10. Madani Leslous ;
11. Abdelkader Meghni ;
12. Abdelhamid Boucha ;
13. Mahieddine Derouiche ;
14. Fouad Delici ;
15. Abderrahim Hocine ;
16. Abdelmadjid Birem.

## Décennie noire en Algérie

### Radicalisation du FIS, transformation en groupe armé et l'immixtion de l'armée algérienne dans l'organisation
Alors que se multiplient les exécutions extra-judiciaires, des sympathisants du FIS s'engagent peu à peu dans une lutte armée contre l'État. Dans ce contexte, de nombreuses personnalités civiles (intellectuels, artistes, journalistes…) vont être assassinées[réf. nécessaire]. Depuis lors, des témoignages convergents émanant notamment de membres des services secrets de l'armée algérienne ont établi qu'un grand nombre de ces assassinats avaient été commis par les officines de l'armée qui avaient progressivement pris le contrôle des groupes islamistes ou même s'y étaient substitués. Cette stratégie aurait eu pour objectif de discréditer l'opposition islamiste à l'intérieur comme sur la scène internationale et de déplacer sur le terrain strictement sécuritaire une lutte que le pouvoir savait perdue sur le terrain électoral et politique.
Dans son livre Chronique des années de sang, Mohamed Samraoui, ex-haut responsable des services secrets de l’armée algérienne, affirme que dès 1991, avant même l’apparition des premiers « Groupes islamiques armés », les dirigeants du Mouvement islamique armé (le MIA, première expression armée du courant islamiste), après avoir été amnistiés, se virent équipés par les services secrets de l’armée de « véhicules de services ». Plus tard, « les premiers tracts islamistes appelant à la conquête du pouvoir par les armes », précise-t-il ensuite, « sortaient en fait de la caserne Antar de Ben Aknoun, siège du Centre principal des opérations (CPO)… Quant aux fameuses « listes noires » [des intellectuels à abattre] attribuées aux islamistes, elles avaient été élaborées au Centre Ghermoul, siège de la Direction du contre-espionnage (DCE). Ce sont les capitaines Omar Merabet, Saïd Lerari (dit Saoud) et Azzedine Aouis, qui ont rédigé ces tracts, que les éléments de la « section de protection » et les chauffeurs de la DCE glissaient dans les boîtes aux lettres des intéressés ». Selon Samraoui, depuis le début la guerre civile, la plupart des « émirs du GIA » ne furent en fait que des « épouvantails aux mains des services ».
Le FIS revendique son premier attentat en septembre 1992 puis crée l'Armée islamique du salut.

### Événements après la dissolution du FIS
Le 15 juillet 1997, Abbassi Madani bénéficie d'une liberté conditionnelle,. Cependant, cette liberté est de courte durée car il est placé dès le mois d'août, en résidence surveillée. Officiellement, il devait appeler les anciens partisans du FIS à déposer les armes. Quelques mois après sa sortie de prison, une lettre compromettante fut découverte dans laquelle Ali Belhadj appelait le GIA et l'AIS à poursuivre leurs luttes, leur promettant de les rejoindre au maquis en justifiant religieusement leurs actions. Belhadj sera de nouveau emprisonné par la suire. L'AIS, quant à elle, s'opposera progressivement au GIA, en particulier dans les villages isolés, devenus hors de contrôle par l'armée algérienne.
En 1999, on ne dénombrait plus que 600 terroristes provenant du GIA. Ce groupe disparaît petit à petit durant ces dernières années, bien que les plus radicaux d'entre eux aient créé par la suite le Groupe salafiste pour la prédication et le combat (GSPC), proches des réseaux du saoudien Ben Laden, s'en prenant aux militaires et policiers, ainsi qu'aux familles isolées. Les partisans du FIS ainsi que de l'AIS ont bénéficié d'une amnistie présidentielle à la suite de la loi sur la concorde civile proposée par le président Abdelaziz Bouteflika. Cette volonté du pouvoir de se réconcilier avec le FIS pose la question de la culpabilité de ce parti quant à cette décennie de massacres de civils. En effet, malgré l'implication supposée ou réelle de l'armée, il reste incontestable que ce parti a appelé à la lutte armée contre son peuple et a usé de liquidations physiques des citoyens pour faire pression sur le gouvernement.
Le 2 juillet 2003, Abbassi Madani et Ali Belhadj sont libérés sous la présidence d'Abdelaziz Bouteflika.
En dépit des discours rassurants et des efforts de réconciliation nationale du gouvernement Bouteflika, l'ombre de violences islamistes plane toujours sur l'Algérie. Leur influence, sans toutefois retoucher à la politique, est pesante et certaines lois se durcissent depuis leur sortie officielle. En effet, un amendement des députés du parti islamiste algérien, en lien avec la loi de finance de 2004, a été adopté le 10 novembre 2003, par l'Assemblée populaire nationale (APN). Celui-ci concerne l'interdiction formelle d'importer de l'alcool sur le territoire algérien et intervient donc quelques mois après la sortie d'Ali Belhadj. Ceci était cependant une demande populaire et non une demande partisane d'où son adoption à une écrasante majorité.
Actuellement Ali Belhadj est frappé d'une interdiction de sortie du territoire, voire de la capitale.
Abbassi Madani a procédé à plusieurs voyages, notamment en Indonésie, en Malaisie et au Qatar où il a été soigné. Depuis novembre 2003, il a vécu au Qatar jusqu’à sa mort en avril 2019,.